# Porte di Napoli

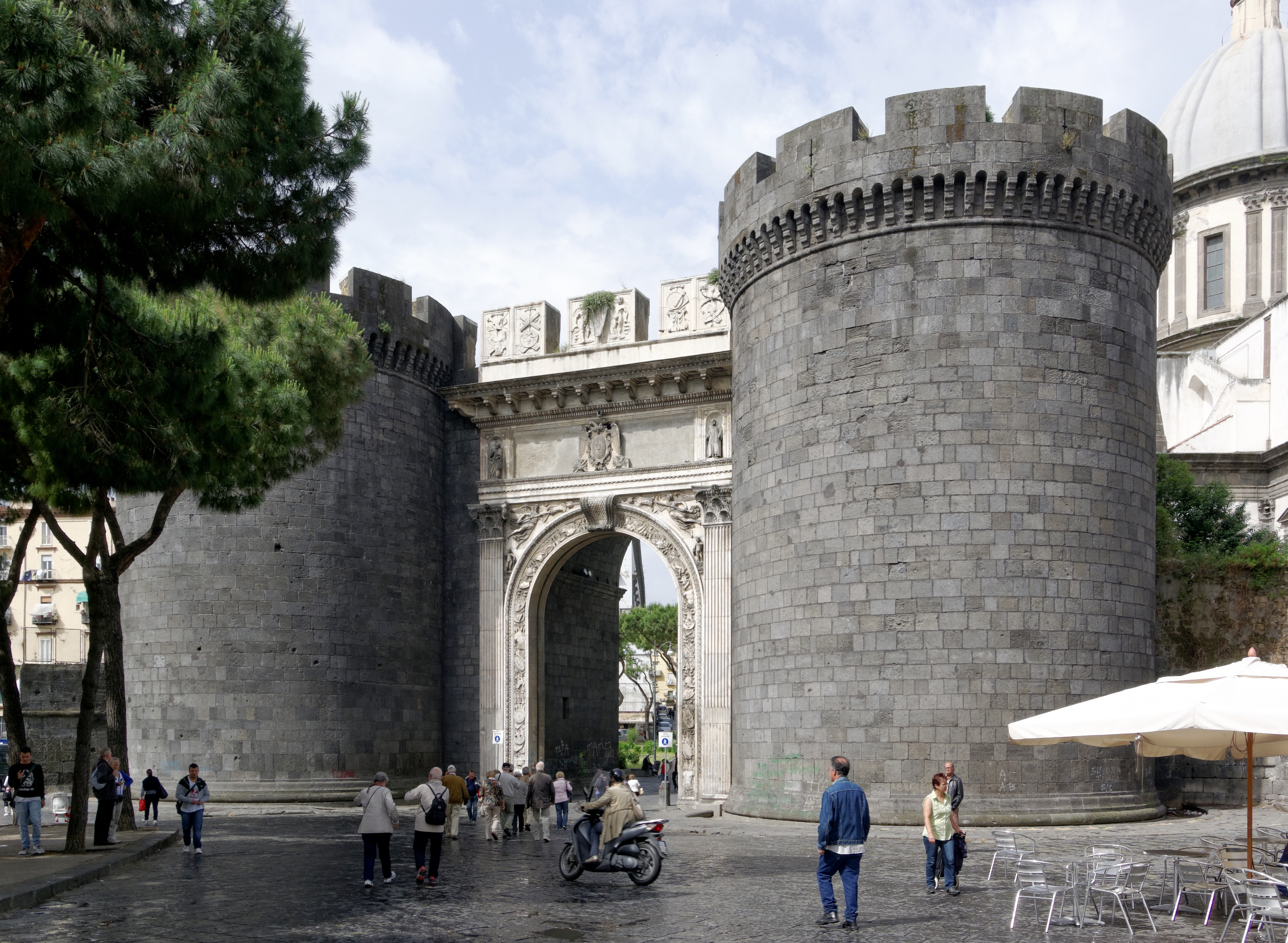
Porta Capuana

Le porte di Napoli sono le aperture nelle mura che difendevano il centro storico di Napoli.
La maggior parte delle porte furono distrutte a partire dall'inizio del XVIII secolo, per volere di Carlo III durante un riassetto urbanistico della città, fino agli inizi del XX secolo: in quest'ultimo periodo vennero abbattute soprattutto le porte lungo la linea di costa, di cui rimane tuttavia la denominazione nella toponomastica.

## Porte esistenti
- Porta San Gennaro - Situata presso piazza Cavour, era menzionata già nel 928; venne spostata nel 1537 per volere di Don Pedro di Toledo. Nella parte alta della porta è posta un'edicola votiva realizzata a seguito della peste del 1656 con il dipinto Madonna e santi che implorano la fine della peste, opera di Mattia Preti, mentre, ai piedi dell'opera, si conserva il busto di San Gaetano[1].

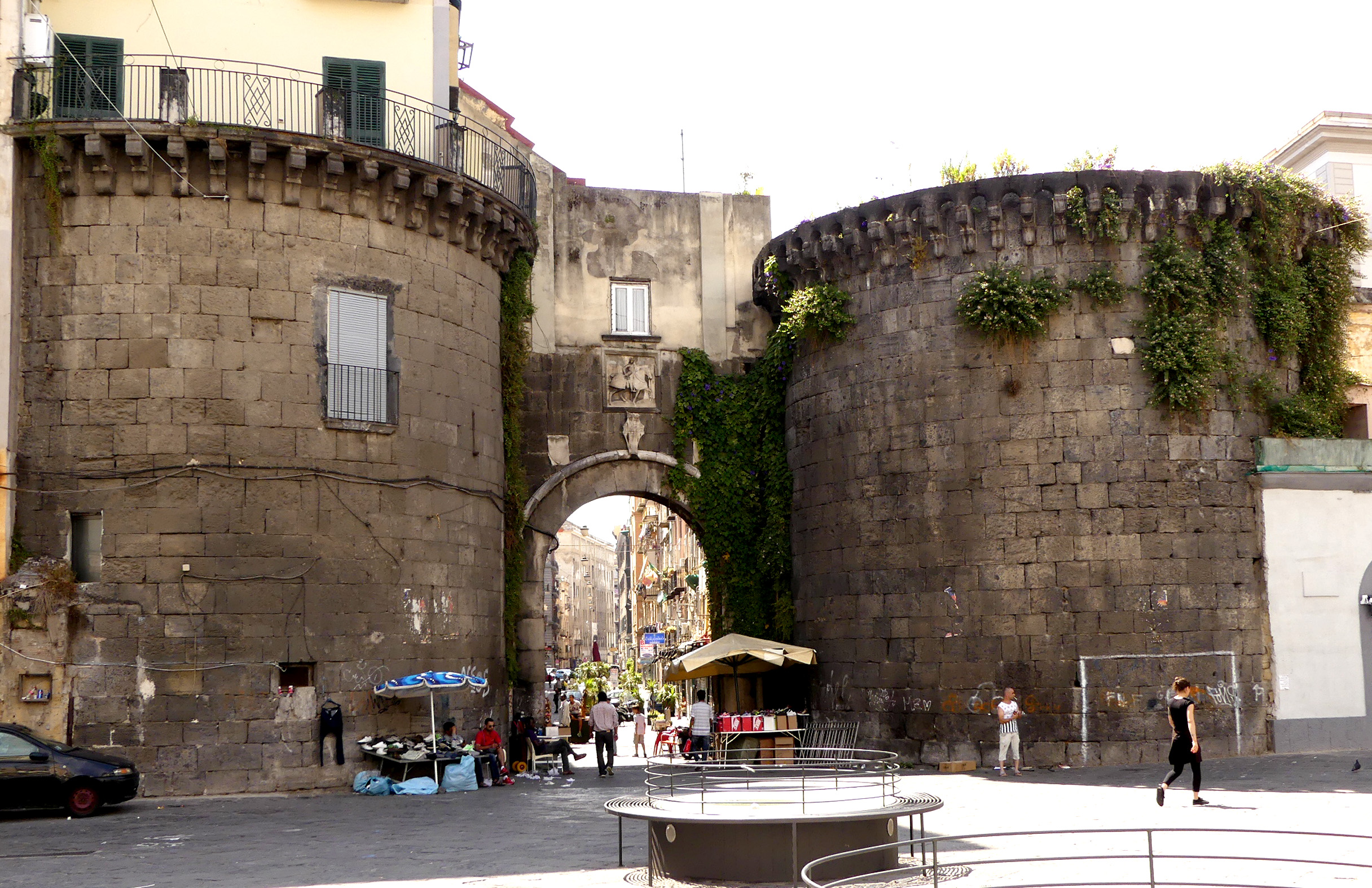
Porta Nolana

- Porta Nolana - Situata in piazza Nolana, la porta risale al XV secolo ed è così chiamata poiché da essa partiva una strada che raggiungeva Nola. In stile rinascimentale, la facciata interna è caratterizzata da un rilievo raffigurante Ferrante I a cavallo, mentre nella facciata esterna è posto un busto di San Gaetano del XVI secolo[2].

- Porta Capuana - Così denominata per la sua vicinanza a castel Capuano, venne realizzata per volere di Ferrante d'Aragona nel 1484, sostituendone una precedente, a seguito dell'ampliamento delle mura. È caratterizzata da un arco in marmo, disegnato da Giuliano da Maiano, ornato con bassorilievi e inserito tra due torri[3].

- Port'Alba - Situata in piazza Dante, è così denominata dal viceré che le fece erigere nel 1625, Antonio Álvarez de Toledo, duca d'Alba, venne rifatta nel 1797; sulla sommità è posta una statua raffigurante San Geatano, proveniente da porta dello Spirito Santo, mentre nel 1656 venne decorata con alcuni affreschi, andati perduti, realizzati da Mattia Preti[4].

## Porte distrutte
- Porta di Costantinopoli - Originariamente posta nei pressi del conservatorio di San Pietro a Majella, fu edificata nel X secolo e conosciuta con il nome di Porta Donnorso o Orsitana. Successivamente, fu spostata prima dagli Angioini, che le diedero il nome di porta Sant'Antonello, poi da Don Pedro, che la spostò nei pressi di via Santa Maria di Costantinopoli, da cui trasse il nome. Fu abbattuta nel 1852[5].

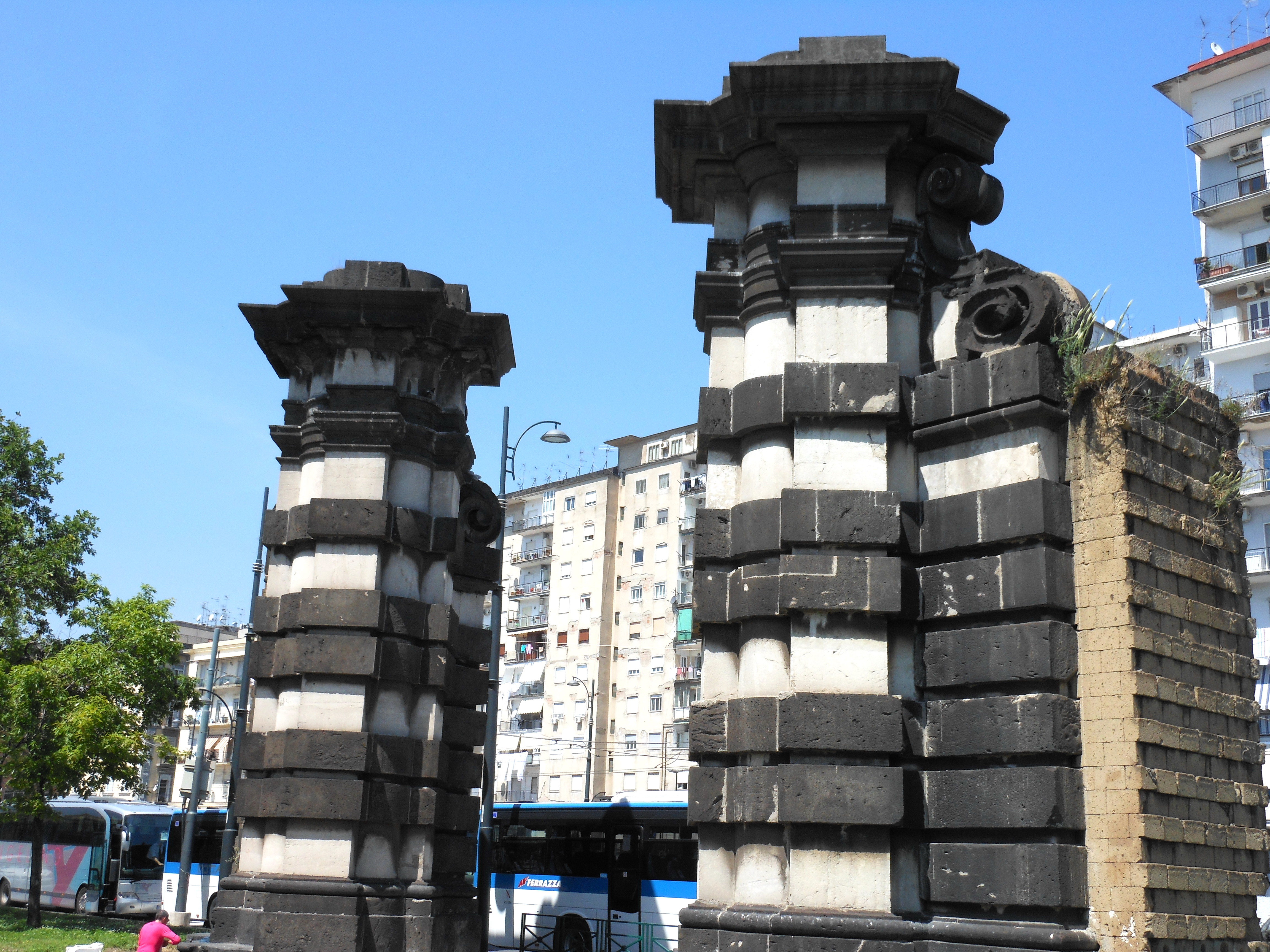
Porta del Carmine

- Porta Carbonara - Situata nei pressi di largo Donnaregina, era chiamata anche porta Santa Sofia o porta Pusterla ed era già attestata in epoca tardo antica. Venne abbattuta nel 1537 per volere di Don Pedro di Toledo per l'allargamento della cinta muraria[5].

- Porta del Carmine - Costruita per volere di Ferrante d'Aragona nel 1484, era situata tra via Sopramuro e il castello del Carmine: questa porta tuttavia ne sostituiva una precedente, chiamata Portanova, che a sua volta ne aveva sostituita una greca chiamata porta di Mare. Fu demolita nel 1862 o nel 1864; era anche denominata porta del Mercato.

- Porta Medina - Situata a Montesanto, venne costruita nel 1640, andando a sostituire un'apertura realizzata abusivamente nel 1597. Venne demolita nel 1873. A ricordo della sua memoria è posta una targa su un palazzo nei pressi della stazione di Montesanto.

- Porta dello Spirito Santo - Edificata nel XIII secolo con il nome di porta Cumana, fu spostata e ricostruita nel 1536 nei pressi di piazza del Gesù Nuovo, assumendo la denominazione di porta Reale, per poi essere chiamata porta dello Spirito Santo a seguito della costruzione dell'omonima basilica nel 1562; venne abbattuta nel 1775. È raramente attestata anche con i nomi di porta dell'Olio e porta Toledo[5].

- Porta di Massa - Era situata nei pressi del porto dove attraccavano le imbarcazioni mercantili provenienti da Massa Lubrense, da cui ne deriva la denominazione[6].

- Porta della Conceria - Situata nei pressi di piazza del Mercato, deve il suo nome alla presenza, nelle sue vicinanze, di una bottega dedita alla concia delle pelli.

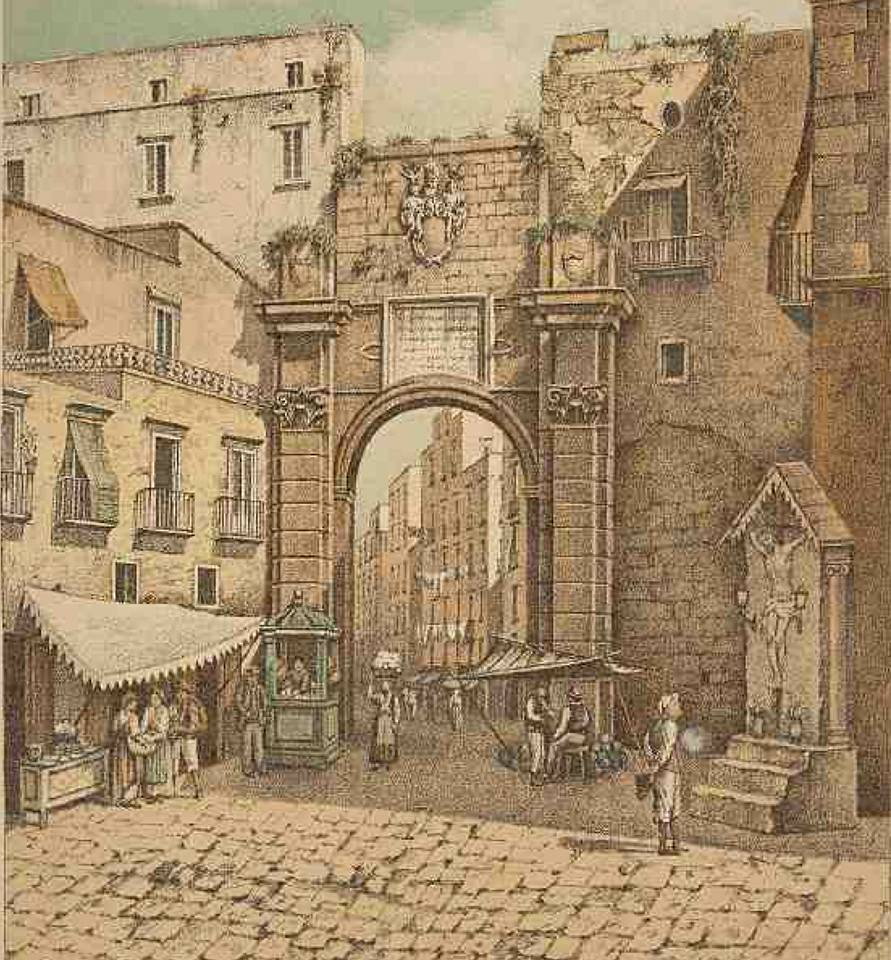
Porta Medina

- Porta di Santa Maria a Parete - Posizionata lungo la linea di costa, era situata nei pressi di una strada non più esistente, ossia via Santa Maria a Parete al Mercato.

- Porta della Mandra - Prendeva il nome da una strada non più esistente, via del Mandrone, dove, con ogni probabilità, sbarcavano le mandrie destinate al macello. Era posizionata lungo la linea costiera.

- Porta del Pesce - Situata in prossimità del borgo Orefici, prende il nome dal luogo in cui veniva scaricato il pesce.

- Porta Caputo - Prende il nome da una famiglia di origine amalfitana che aveva trovato fortuna a Napoli e che probabilmente possedeva un proprio molo per il commercio. Era posizionata lungo la linea costiera[5].

- Porta d'Olivares - Fu edificata lungo la costa nel XVI secolo per volere di Arrigo Gusman, conte d'Olivares, arricchitosi grazie al commercio.

- Porta dei Tornieri - Era situata nei pressi dell'incrocio tra via Duomo con via Marina. Si conserva l'arco in piperno, utilizzato come ingresso di un'attività commerciale.

- Porta Posillipo - Porta d'accesso al villaggio di Posillipo, era ubicata nei pressi di via Manzoni, vicino alla stazione della funicolare di Mergellina[5].

- Porta Pertuccia - Venne edificata nel XIV secolo: successivamente fu spostata a seguito dell'estensione della cinta muraria e denominata porta Santo Spirito. Demolita nel 1563, venne ricostruita durante un nuovo ampliamento delle mura assumendo il nome di porta di Chiaia o Pertuccia, per poi essere definitivamente abbattuta nel 1782[5].

- Porta dello Sperone del Sale - Era posizionata lungo la linea costiera.

- Porta di Mezzo - Era posizionata lungo la linea costiera.

- Porta Sant'Andrea - Era posizionata lungo la linea costiera.

- Porta della Marina del Vino - Era posizionata lungo la linea costiera.

- Porta del Molo Piccolo - Era posizionata lungo la linea costiera.

- Porta della Calce - Era posizionata lungo la linea costiera.

- Porta delle Pulci - Era posizionata lungo la linea costiera[5].